# Mihail al IV-lea Paflagonianul

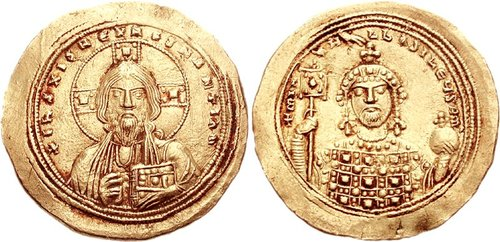

Mihail al IV-lea Paflagonianul (greacă Μιχαὴλ (Δ´) ὁ Παφλαγὼν, Mikhaēl ho Paphlagōn);  (n. 1010, Paflagonia, Turcia – d. 10 decembrie 1041, Constantinopol, Imperiul Roman de Răsărit) a fost un împărat bizantin din 11 aprilie 1034 până la moartea sa. S-a ridicat la putere datorită împărătesei Zoe Porfirogenet, fiica lui Constantin al VIII-lea și soția lui Romanos al III-lea Arghir.